# 관상수

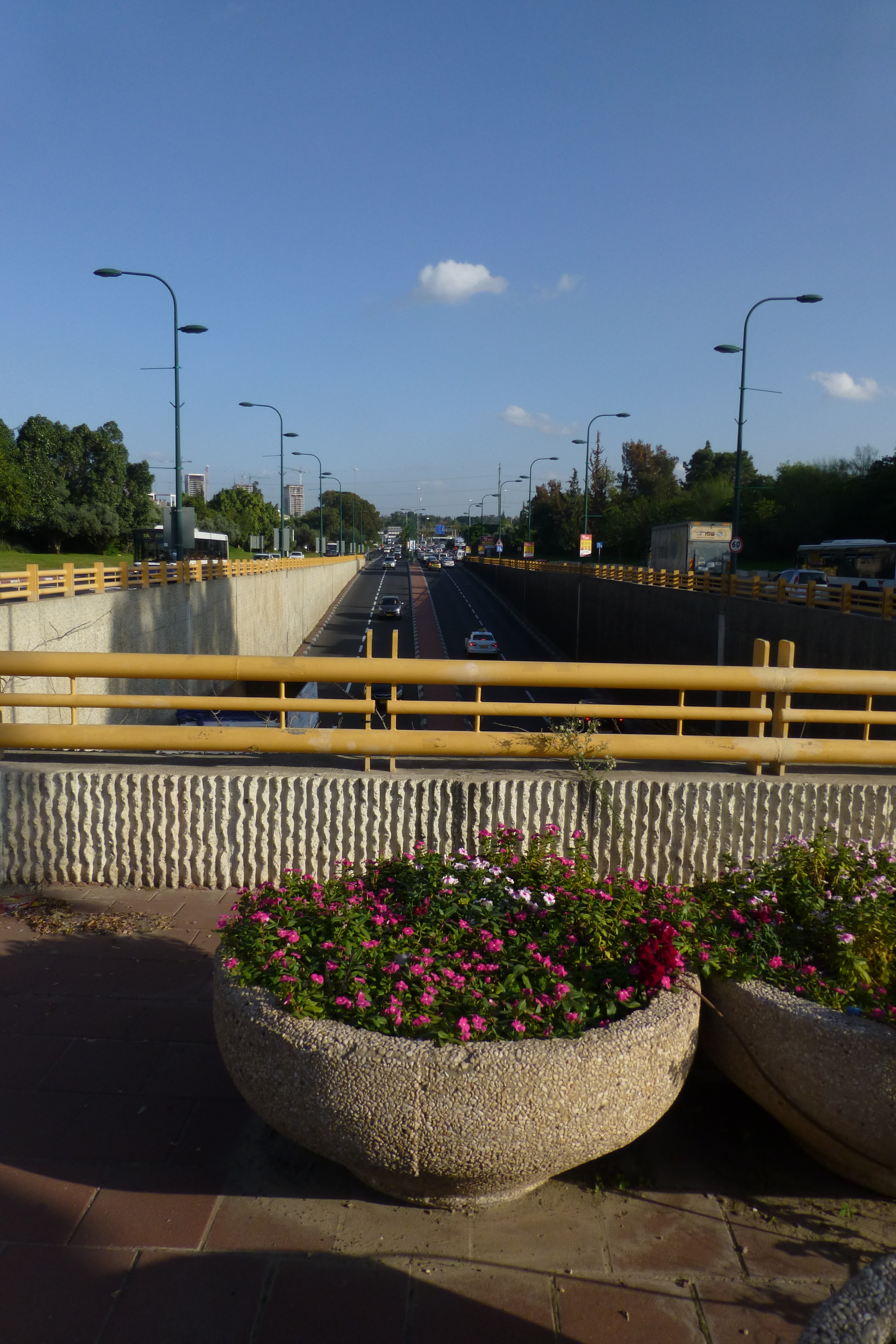
관상수

관상수(觀賞樹)은 관상식물 가운데 목본에 속하는 식물로서 나무에 피는 아름다운 꽃이나 잎사귀 열매 또는 독특한 나무의 빛깔을 감상하기 위해서 인위적으로 심어서 가꾸는 나무들이다.
꽃을 감상하기 위한 나무는 매화나무나 동백나무, 목련 등이 예로부터 많이 애호되어 왔다. 잎의 아름다움을 즐기기 위한 나무는 은행나무, 소나무, 느티나무, 포플러 등이 있는데, 특히 이러한 나무들은 관엽식물(觀葉植物)로 분류하기도 한다.
그 외에 백량금이나 산사나무처럼 열매를 감상하거나 대나무처럼 그 나무의 독특한 빛깔을 즐기기 위한 관상수가 있다.